# Aspistomella heteroptera
Aspistomella heteroptera är en tvåvingeart som beskrevs av Friedrich Georg Hendel 1909. Aspistomella heteroptera ingår i släktet Aspistomella och familjen fläckflugor.
Artens utbredningsområde är Peru. Inga underarter finns listade.